# Osterwarngau
Osterwarngau ist ein Gemeindeteil der Gemeinde Warngau im Landkreis Miesbach (Oberbayern, Bayern).

## Geographie
Das Kirchdorf liegt etwa einen Kilometer nordöstlich von (Ober-)Warngau auf 715,5 m ü. NHN. Gegründet wurde der Ort etwa zur gleichen Zeit wie Warngau, sein Name findet erstmals im Jahre 1017 Erwähnung: Ostrinwaringaw gehörte in dieser Zeit zum Kloster Tegernsee. Heute ist das Dorf vor allem wegen seiner ruhigen Lage und des urbayerischen Erscheinungsbildes mit prächtigen Bauernhöfen beliebt. Osterwarngau ist auch Ausgangspunkt für viele Wanderungen und Radtouren um und auf den Taubenberg. Meist führt der Weg die Erholungssuchenden und Einheimischen an der malerisch gelegenen Wallfahrtskapelle Nüchternbrunn und am Aussichtsturm Taubenberg vorbei.

## Geschichte

### Entstehung
Vom frühen Mittelalter bis ins 11. Jahrhundert bildeten Osterwarngau und Helfendorf besondere Zentren in einem organisierten Königsgut unter dem Schutz von Kaiser Heinrich II., woran das „-gau“ im Ortsnamen bis heute erinnert. Die spätere Erweiterung der Siedlung deutet auf die Teilung des Mittelpunktes in Oster- und Oberwarngau hin. 1315 wird der Ort erstmals als Pfarrei urkundlich erwähnt, welcher die Orte Darching, Laindern, Föching, Fellach und Roggersdorf angehörten.
Eine kirchliche Zusammengehörigkeit von Oster- und Oberwarngau dürfte hingegen nie bestanden haben. Die Spannungen zwischen dem Kloster Tegernsee und den Grafen von Warngau haben wahrscheinlich eine frühe Trennung der Ortsteile besiegelt. Dass der im Vergleich relativ kleine Ort Sitz einer Pfarrei wurde, hängt wohl auch mit dem konkurrierenden Verhältnis zwischen dem Kloster Tegernsee und dem Bistum Freising zusammen. Letzteres wollte mit der Pfarrei Osterwarngau der Eigenkirchenpolitik der Tegernseer entgegentreten.
Der heutige Ortsname entstand wahrscheinlich ebenso in dieser Zeit, um nämlich das Warngau im Osten von Warngau, „Ostrinwaringaw“ von Oberwarngau, damals in Westerwarngau umbenannt, unterscheiden zu können.

### Seit 1300
Die Abgelegenheit des Siedlungsgebietes ließ die politischen und religiösen Großereignisse dieser Jahrhunderte oftmals spurlos vorübergehen. Seien es die Kreuzzüge, die Zeit des Faustrechts, der Machtkampf zwischen Kaiser und Papst oder die Bauernkriege. Von 1347 bis 1351 forderte die Beulenpest allerdings auch im Bereich von Osterwarngau Opfer, worauf Pestkreuze, -säulen und -kapellen hinweisen.
Im Jahre 1402 wurde die Pfarrkirche St. Georg erbaut. Der mit vorwiegend gotischen Merkmalen ausgestattete Bau wurde 1752 grundrenoviert. Dies geschah unter Aufsicht des Klosters Weyarn, in welches Osterwarngau im Juli 1596 inkorporiert wurde. Ab 1639 schließlich war der Ort vollwertig in das Kloster eingegliedert worden. 1501 bekam Osterwarngau seine zweite Kirche, die Frauenkirche zu Ehren der Jungfrau Maria, welche heute Mittelpunkt des kirchlichen Lebens ist.
In den Jahren um 1630 und 1635 kam es im Warngauer Gebiet zu Wolfsplagen. Der dicht bewaldete Taubenberg diente den Wölfen als guter Unterschlupf. Die Bauern beklagten in dieser Zeit große Verluste an Vieh, die Jäger selbiges beim Wild. So fanden Wolfsjagden statt, um die hungrigen Wilderer einzudämmen. Not in die Region brachten auch die 1632 in München eingezogenen Schweden sowie der sich ausweitende Dreißigjährige Krieg. Nach dem Abzug Schwedens 1633 sorgten die Gewalttaten eingewanderter verrohter Truppen des spanischen Herzogs Feria für Angst und Schrecken in Osterwarngau. Auf höchst brutale Art und Weise fielen den Soldaten viele Einheimische zum Opfer. Kurz vor Weihnachten 1633 erhoben sich 15.000 Bauern von Rosenheim, über Haag bis nach Neumarkt zum Widerstand, der sich zum allgemeinen Bauernaufstand von Oberbayern ausweitete. 1634 verschwanden die übrig gebliebenen spanischen Soldaten aus der Gegend; unter den Zurückgebliebenen gewann erneut die Pest die Oberhand.
1642 erbaute Hans Hueber die Manhard-Kapelle am südwestlichen Ortsrand aus Dank, den Dreißigjährigen Krieg und die Pest überlebt zu haben.
Ab 1646 bestand die Möglichkeit, Kinder in die Klosterschule Weyarn zu schicken. Da sich dies aber nur vermögende Eltern erlauben konnten, war für die Osterwarngauer eine eigene „Schule“ vonnöten, da die „Schulen“ in Allerheiligen und Holzkirchen zum Kloster Tegernsee gehörten. 1690 soll es in Nüchterbrunn Unterricht gegeben haben, um 1760 dann auch im Ort. Seit 1857 besaß Osterwarngau schließlich ein eigenes Schulhaus, in welchem der Betrieb nun auch in zumindest einigermaßen geregelten Bahnen verlief.
1880 und in den Jahren danach wurde die Frauenkirche renoviert.

## Verkehr und Infrastruktur
Zu erreichen ist Osterwarngau am besten mit dem Auto. Von Westen kommend über die B318, Abzweigungen Lochham oder Warngau, von Osten kommend über Mitterdarching und Schmidham. Die RVO bedient den Ort werktags mit der Buslinie 9567 von Holzkirchen (S3) nach Miesbach (BOB). Die Taktung ist allerdings nicht allzu dicht. Die Linie 9566, kommend von Tegernsee, hält werktags als Schülerbus zwei Mal nur zum Aussteigen. Die Bayerische Oberlandbahn hält zwar mindestens stündlich am Haltepunkt Warngau, jedoch liegt zwischen hier und Osterwarngau ein etwa 30-minütiger Fußmarsch.
Telefonisch gesehen gehört Osterwarngau mit der Vorwahl 08024 zu Holzkirchen. Kabelanschluss gibt es nicht, jedoch ist Osterwarngau seit Ende 2012 an das DSL-Netz angeschlossen.

## Baudenkmäler
In der Liste der Baudenkmäler in Warngau sind für Osterwarngau zehn Baudenkmäler aufgeführt, darunter
- die Wallfahrtskapelle Nüchternbrunn,
- die katholische Pfarrkirche St. Georg und die
- katholische Filialkirche Mariae Opferung.